# Milenio de Plata
Milenio de Plata (シルバー・ミレニアム Silver Millennium?) es el nombre que se le da a dos reinos ficticios dentro de la metaserie de animación Sailor Moon. Supone el entorno donde se desarrollan importantes acontecimientos argumentales de dicha historia y sirve de vehículo a la caracterización de los personajes y el desarrollo de la trama. En casi todas las versiones de la serie, ambos reinos del Milenio de Plata aparecen como el primer lugar de origen conocido de las Sailor Senshi, el arquetipo de guardianas que protagonizan toda la obra. Sin embargo, un giro argumental introduce posteriormente, más adelante en la serie, la existencia de más Sailor Senshi en otras civilizaciones y planetas distantes de la Vía Láctea.
El primer reino del Milenio de Plata es presentado en la primera temporada como una especie de civilización perdida, la cual estuvo centrada en la Luna en un período de tiempo remoto, no especificado. El mismo resulta ser el lugar donde muchos de los personajes de la serie tuvieron sus vidas pasadas. Entre ellos está la protagonista Usagi Tsukino, alias Sailor Moon, quien vivió allí en su anterior encarnación como la Princesa Serenity junto a sus amigas y guardianas, las Sailor Senshi. 
El segundo reino del Milenio de Plata, que aparece a partir la segunda temporada, se muestra como el futuro ficcional de la obra, cuando (a partir de algún momento entre los siglos siglo XX y siglo XXX) Usagi ostentará el gobierno del planeta Tierra y fundará un lugar conocido como Crystal Tokyo (o "Tokio de Cristal").

## Reinos del Milenio de Plata

### Primer Milenio de Plata: El Reino de la Luna
El primer reino del Milenio de Plata estaba ubicado en la luna; si bien en la precuela de la serie se cuenta que algunos de los otros planetas del Sistema Solar, que estaban subordinados a él, también estaban habitados. Era gobernado por la Reina Serenity; quien a su vez protegía también al planeta Tierra desde la distancia, con la ayuda de una poderosa piedra mística llamada el Cristal de Plata. El doblaje al inglés del anime de los 90 menciona que este Reino Lunar existió hace mil años atrás; pero en el manga original se registra este lugar como parte de una olvidada era prehistórica y ancestral, aunque tecnológicamente avanzada.
Según la versión del manga, los habitantes de la Luna poseían una longevidad de mil años. Se dice que este reino fue caracterizado por una época dorada, marcada por la prosperidad e inicialmente una coexistencia pacífica (aunque separada) entre la gente del Planeta Tierra y la Luna.
La reina tenía una única hija heredera al trono, la Princesa Serenity, quien vivía allí junto a sus cuatro protectoras, las Sailor Senshi conocidas como Sailor Mercury, Sailor Mars, Sailor Jupiter y Sailor Venus. Estas cuatro guerreras provenían respectivamente de los planetas Mercurio, Marte, Júpiter y Venus, y eran conocidas como las Guardianas de la Princesa de la Luna. Junto con ellas vivían también los dos gatos guardianes, Luna y Artemis. 
A su vez, el Reino Lunar contaba con la protección de otras cuatro guerreras. Estas eran otras cuatro Sailor Senshi llamadas Sailor Uranus, Sailor Neptune, Sailor Pluto y Sailor Saturn, que provenían de los planetas Urano, Neptuno, Plutón y Saturno. Estas últimas eran conocidas como las Guardianas del Sistema Solar Externo, puesto que vigilaban las fronteras del Sistema Solar cuidando que no entraran invasores del espacio exterior. 

#### Las guerreras del Milenio de Plata: las ocho Sailor Senshi
En el manga se revela que tanto las Guardianas de la Princesa como las Guardianas del Sistema Solar Externo eran también princesas de sus respectivos planetas de origen. Aun así, todas se consideraban miembros del Milenio de Plata y se subordinaban a la autoridad de la dinastía real del Milenio de Plata, la familia real de la Luna. A pesar de ello, se muestra que sólo las Guardianas de la Princesa de la Luna estaban con ella y la reina en el Reino Lunar. Según el manga, las Guerreras del Sistema Solar Externo no podían abandonar sus lugares asignados o planetas ubicados al borde del Sistema Solar. Por lo tanto, durante esa época, nunca llegaron a conocer personalmente a la princesa ni a sus cuatro guardianas.
En la versión animada no se dan detalles acerca de cómo la dinastía real de la Luna llegó a contar con la ayuda y protección de sus guerreras, pero en el manga se dan algunos datos. Según la versión del manga, la Reina Serenity les otorgó a Sailor Uranus, Sailor Neptune y Sailor Pluto sus palacios reales en sus respectivos planetas en el momento en que nacieron.  Cuando nació la Princesa Serenity, la Reina mandó llamar a Sailor Mercury, Sailor Mars, Sailor Jupiter y Sailor Venus, que eran entonces unas niñas pequeñas, y les dijo entonces que ellas serían las guardianas de la Princesa.
Mientras la reina y estas cuatro guerreras estaban celebrando el nacimiento de la pequeña, apareció una desconocida llamada Nehelenia, que con el pretexto de unirse a la celebración trató de esparcir sus maldad sobre la Luna. La Reina Serenity se enfrentó a ella y usó el poder del Cristal de Plata para detenerla, haciéndola prisionera dentro de un gran espejo que había en la habitación. Pero antes de ser totalmente encerrada allí, Nehelenia lanzó una maldición según a cual el reino del Milenio de Plata sería destruido y la Princesa Serenity moriría antes de llegar al trono. Esta maldición se habría cumplido de alguna manera más tarde, cuando los celos de la reina Beryl hacia la princesa finalmente llevaron a la destrucción total del Reino de la Luna.
Sin embargo, esta historia de fondo es retratada de manera diferente en la temporada de Sailor Moon SuperS del anime de los años 90; donde se dice que la Reina Serenity encierra a Nehelenia como castigo por tratar de robar el Cristal Dorado, joya que protegía los sueños de las personas del planeta Tierra.

#### El Reino Dorado y el fin del Reino de la Luna
En esos tiempos, existía en la Tierra otro reino distinto al Milenio de Plata. Era el lugar donde vivía el heredero al trono del planeta Tierra, el Príncipe Endymion, protegido por sus cuatro guardianes, los "Shitennō".  En la versión de manga, este reino recibía el nombre de "Reino Dorado" y protegía al planeta Tierra desde el interior mientras que el Milenio de Plata lo hacía desde el exterior.
Las personas de la Tierra y las de la Luna tenían prohibido tener contacto. A pesar de ello, el príncipe de la Tierra, el Príncipe Endymion, y la princesa de la Luna, la Princesa Serenity, se enamoraron. Esto produjo los celos de Beryl, una mujer que estaba enamorada del príncipe. Con la ayuda de una entidad maligna conocida como Metalia incitó a las personas de la Tierra a la guerra en contra de las de la Luna y fundó un nutrido ejército conocido como el Reino Oscuro. Una vez que su ejército atacó la luna, ambos reinos resultaron completamente devastados. En el manga y en Crystal, la destrucción en ambas civilizaciones fue de tal modo que activó el primer despertar de Sailor Saturn; quien ejerció sus poderes como guerrera de la Ruina y el Nacimiento  para eliminar sus restos y que la evolución de la vida terrestre pudiera empezar otra vez desde cero  (solo en la reinterpretación de la serie en imagen real, por otra parte, este desenlace fue significativamente cambiado, de modo que una emocionalmente abrumada princesa Serenity reaccionara ante la repentina muerte de Endymion de manera drástica; al activar accidentalmente el cristal de plata, que aquí estaba en su poder, para terminar impulsivamente destruyendo tanto el Reino Lunar como el Reino de la Tierra).
A pesar de todo, la Reina Serenity logró derrotar a Metalia con el Cristal de Plata, usando su poder para encerrarla en un lugar remoto del planeta Tierra. Tras el fin de la batalla, por otra parte, las almas de las guerreras y de los caídos fueron enviadas a reencarnar en el futuro como personas normales; dándoles una segunda oportunidad. Gracias a esto, tanto la Princesa Serenity, sus Guardianas, las Guardianas del Sistema Solar Externo y el Príncipe Endymion, así como Beryl y los cuatro guerreros "Shitennō", pudieron renacer en el siglo 20 con una nueva identidad como seres humanos normales.
Luna y Artemis son los únicos personajes que sobreviven a la destrucción de este Milenio de Plata en todas las versiones de la serie.

### Segundo Milenio de Plata: la Tierra y Tokio de Cristal
El segundo Milenio de Plata es un reino que existirá en la Tierra en el siglo 30. Tiene su capital en la ciudad de Tokio del futuro, llamada Tokio de Cristal (o "Crystal Tokyo" en el wasei eigo usado en el original). 
Este segundo Milenio de Plata es la morada de la Neo Reina Serenity; el nombre que tomó Usagi Tsukino, reencarnación de la Princesa Serenity (hija de la antigua Reina Serenity), cuando llegó al trono. El reino es gobernado por ella y su esposo, el Rey Endymion, quien  antes solía llamarse Mamoru Chiba. Ambos viven en Tokio de Cristal junto a su hija Chibiusa y las Sailor Senshi. Junto a ellos están los tres gatos guardianes, Luna, Artemis y Diana. Según las versiones del manga y de Crystal, al igual que los habitantes del antiguo Reino de la Luna, los habitantes del segundo Milenio de Plata también poseen una longevidad de miles de años.
El Milenio de Plata del futuro es el escenario donde ocurre importante parte de la trama, tanto en el segundo arco argumental del manga conocido como "Black moon", como en la saga de Sailor Moon R del primer anime y en la segunda temporada de Sailor Moon Crystal. La protagonista Usagi Tsukino y su novio, Mamoru, reciben la visita de su futura hija, Chibiusa, quien les pide que salven a la Tierra del siglo 30 de la amenaza de los enemigos de Black Moon o la Luna de las Tinieblas. Por eso él y ella se transforman en los héroes justicieros, Sailor Moon y Tuxedo Mask, y junto a sus amigos viajan al futuro por la Puerta del Tiempo que es custodiada por Sailor Pluto. Es entonces cuando llegan allí y descubren su destino como futuros soberanos del planeta. 
En la serie no se dan muchos detalles acerca de como se fundó el segundo reino del Milenio de Plata. En Sailor Moon R se dice que ellos se convirtieron en los reyes luego de que Usagi usara el poder del Cristal de Plata para restaurar al mundo a la normalidad luego de una segunda era de hielo. En la versión del manga y de Sailor Moon Crystal, en cambio, Usagi asciende al trono como la Neo Reina Serenity a los veintidós años.
Una vez en el trono, Usagi, como la Neo Reina Serenity, inició grandes cambios que modificaron la vida de todos. Estos cambos llevarían al descontento de un grupo de personas que luego formarían el grupo Black Moon, un clan decidido a destronarla para adueñarse del planeta. Según la versión de Sailor Moon R, lo que hizo fue purificar a los habitantes con el poder del Cristal de Plata, liberándolos de toda ansia de maldad. Según el manga y Sailor Moon Crystal, por el contrario, el cambio consistió en convertir el mundo en un lugar pacífico donde todos poseían una longevidad de más de mil años. Algún tiempo después la ciudad de Tokio de Cristal fue atacada por un criminal conocido como el Fantasma de la Muerte quien tenía en la frente la marca de una luna creciente de color negro. Fue apresado por la Neo Reina y enviado a un planeta desolado del Sistema Solar, llamado Némesis. Desterrado durante siglos, el Fantasma de la Muerte acabó por fusionarse con el planeta Némesis, convirtiéndose ambos en uno solo. Luego adoptó la identidad del "Gran Sabio", principal consejero de los miembros de Black Moon, también conocidos como Clan de la Luna Negra o Familia de la Luna de las Tinieblas. 
En Sailor Moon R, los miembros de Black Moon descienden de personas que se fueron de la Tierra porque no querían ser purificados de toda su maldad por el poder del Cristal de Plata. Se refugiaron en Némesis, pero sus descendientes anhelaban poder volver a vivir en su antiguo hogar. Entonces apareció el Gran Sabio y los convenció de que, como las personas de la Tierra eran sus enemigos, para poder vivir allí tendrían que tomar el planeta por la fuerza. En el manga y en Sailor Moon Crystal, en cambio, ellos son personas de la Tierra llenas de maldad y ansias de poder, que creían que los cambios introducidos por la Neo Reina Serenity eran antinaturales, y el Gran Sabio los convence de ir a Némesis a buscar el Cristal Oscuro cuyo poder les ayudaría a destronarla. Sin embargo, sus planes son finalmente frustrados por Sailor Moon, Tuxedo Mask y las Sailor Senshi. En ambas versiones, estos últimos logran salvar al planeta Tierra, así como devolver a la ciudad de Tokio de Cristal a la normalidad.

## Cristal de Plata

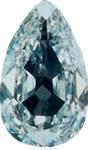
El Cristal de Plata, tiene diferentes formas a lo largo de la trama, la más característica se asemeja a un diamante.

El Legendario Cristal de Plata o 'Fantasma cristal de plata' (también llamado Maboroshi no Ginzuishô (幻の銀水晶 Ilusión del cristal de Plata?)) es una joya milenaria ficticia, la cual posee un magnífico poder y propiedades tanto curativas como destructivas. 

### Procedencia
El cristal de Plata procede de un antiguo reino en la Luna llamado el Milenio de Plata. Su poder especial es la purificación de toda maldad, pero si se lo requiere puede destruir todo a su paso con el poder cósmico más grande del universo. Su primera dueña fue la antigua reina de la Luna, la Reina Serenity(Reencarnación de la diosa Selene), madre de la Princesa Serenity (Princesa Serena en Latinoamérica) en el Milenio de Plata, quien lo utilizaba para remover influencias negativas del planeta Tierra. Luego la Princesa Serenity, reencarnada en el siglo 20 con el nombre de Usagi Tsukino, se convierte en su nueva dueña cuando recupera la memoria de su vida pasada. A partir de entonces ella, quien tiene el poder de transformarse en una guerrera justiciera, una Sailor Senshi llamada Sailor Moon, utiliza el poder del Cristal para combatir las fuerzas del mal. Cuando se convierte en adulta, Usagi toma el nombre de "Neo Reina Serenity" y sigue usando el cristal para proteger a todo el planeta Tierra. Finalmente, su próxima usuaria es la futura hija de Usagi, Chibiusa, pero de ella nace su propia versión del cristal de plata llamado Cristal de luna rosada. Cabe destacar que la fuerza de este cristal depende también de la fuerza del corazón que tenga su propietaria, además de que sólo la familia real de la Luna puede hacer uso de él. Su nombre original en japonés tanto en el manga como en el anime es Maboroshi no Ginzuishou, que a veces ha sido traducido como "Fantasma Cristal Plateado", o como "El Legendario Cristal de Plata".

### Aparición
En los tiempos del Milenio de Plata, la Reina Serenity usó el poder del cristal para encerrar a una entidad malvada llamada Metalia (o "Negafuerza") cuando ésta atacó la Luna. Metalia les había lavado el cerebro a todos los habitantes de la Tierra para que atacaran al Reino Lunar. En la versión animada no sólo Metalia sino también sus principales seguidores, la Reina Beryl y los cuatro Grandes Generales del Negaverso conocidos como los "Shitennō", fueron derrotados por el poder del cristal. A pesar de ello, durante el enfrentamiento que se llevó a cabo entre la Tierra y la Luna murió la hija de la reina, la Princesa Serenity, junto con sus guardianas las Sailor Senshi, y su amado, el Príncipe Endymion. Por lo tanto la reina usó el poder del cristal una vez más para enviar las almas de los caídos a reencarnar en el futuro en la Tierra. Sin embargo, la Reina Serenity murió luego de esto a causa del esfuerzo excesivo que le había demandado hacer uso del gran poder del cristal.
Una vez que todos reencarnan en la Tierra en el siglo XX, Metalia logra salir parcialmente de su encierro y envía a la Reina Beryl y a los Shitennō a buscar el Cristal de Plata, cuyo poder es necesario para que ésta pueda recuperar su fuerza. Sin embargo Luna y Artemis, dos sobrevivientes del Reino de la Luna, también lo buscan para entregárselo a la Princesa Serenity, y así ella lo pueda utilizar para destruir a Metalia en forma definitiva.
Finalmente Sailor Moon, quien es la reencarnación de la Princesa Serenity, toma posesión del cristal después de que éste aparece invocado por las lágrimas de ella al ver a Tuxedo Mask, reencarnación de su amado Endymion, herido de muerte por los seguidores de Metalia. Sólo en el anime para su aparición también fue necesario reunir previamente los siete cristales arcoíris en los que el Cristal de Plata se había dividido. 
Tanto en la versión del manga como en la versión del animé se dice que el Cristal de Plata es un Cristal Sailor o una "Semilla Estelar Suprema", es decir la semilla estelar más brillante y hermosa del Universo.

## Etimología
La plata es asociada directamente con la Luna. En comparación con el Dorado (masculino, activo, cálido y solar), el Plateado es pasivo, lunar, femenino y frío. 
Técnicamente el plateado es blanco y la palabra en latín para plateado (Argentum) deriva del sánscrito en el que significa "blanco" y "brillante".
El Plateado es también asociado con la nobleza y la realeza, específicamente con la dignidad de los reyes. 
En la mitología Irlandesa existe la siguiente leyenda: cuando el Rey Nuada pierde su brazo en batalla es destronado por perder la extremidad. El dios de la curación y la salud, Dian Cécht formó un brazo de plata para él permitiendo que regresara al Trono.
En 2009 gracias a la sonda LCROSS en la Luna se han encontrado depósitos de plata